# Budziszynek (gromada)
Budziszynek – dawna gromada, czyli najmniejsza jednostka podziału terytorialnego Polskiej Rzeczypospolitej Ludowej w latach 1954–1972.
Gromady, z gromadzkimi radami narodowymi (GRN) jako organami władzy najniższego stopnia na wsi, funkcjonowały od reformy reorganizującej administrację wiejską przeprowadzonej jesienią 1954 do momentu ich zniesienia z dniem 1 stycznia 1973, tym samym wypierając organizację gminną w latach 1954–1972.
Gromadę Budziszynek z siedzibą GRN w Budziszynku utworzono – jako jedną z 8759 gromad – w powiecie grójeckim w woj. warszawskim, na mocy uchwały nr VI/10/5/54 WRN w Warszawie z dnia 5 października 1954. W skład jednostki weszły obszary dotychczasowych gromad Budziszynek, Budziszyn, Franciszków, Gliczyn, Krężel, Mąkosin, Pawłówka, Wygodne i Zawady ze zniesionej gminy Drwalew w tymże powiecie. Dla gromady ustalono 11 członków gromadzkiej rady narodowej.
31 grudnia 1959 z gromady Budziszynek wyłączono wsie Budziszyn, Franciszków i Pawłówka, włączając je do gromady Drwalew w tymże powiecie, po czym gromadę Budziszynek zniesiono a jej (pozostały) obszar włączono do gromady Chynów tamże.